# Lough Mask
Lough Mask (irsky Loch Measca) je jezero v hrabství Mayo na západě Irské republiky. Je dlouhé 14 km a široké 5 km a má rozlohu 87 km². Geologický podklad jezera tvoří karbonické vápence spolu s pískovci. U východního břehu je jezero mělké, zatímco na západní straně je výrazně hlubší. V dlouhém úzkém příkopu tam dosahuje hloubky 58 m.

## Pobřeží
Východní břeh jezera je nízký a v zimě bývá zaplavován. Roste zde mnoho rostlinných druhů na holých a porostlých vápencích, suchých travinách a vřesovištích. Západní břeh je méně rozmanitý a méně bohatý na rostlinná společenstva. Na jezeře je mnoho ostrovů hlavně v jihovýchodní části.

## Vodní režim
Hlavní přítoky jsou řeky Cloon a Robe a průtok z jezera Lough Carra na severovýchodě. Z jezera odtéká průtokem do blízkého jezera Lough Corrib na jihu. Voda v jezeře je mírně tvrdá.

## Flóra
V 90. letech 20. století v jezeře stouplo množství fytoplanktonu. Vodní a vlhkomilné rostliny zde představují typické představitele oligotrofního systému (lobelka vodní, pobřežnice jednokvětá a rdesty).

## Fauna
Jezero jedním z nejdůležitějších hnízdišť racků. V zimě zde najdeme mnoho vodních ptáků, hlavně divokých kachen, ale také hus, labutí aj.